# Joy Nakhumicha Sakari
Joy Nakhumicha Sakari (ur. 6 czerwca 1986 we wsi Chepkoya w Prowincji Zachodniej) – kenijska lekkoatletka, sprinterka, uczestniczka igrzysk olimpijskich.
Jej pierwszą międzynarodową imprezą były igrzyska afrykańskie w 2007 roku. Rok później, podczas mistrzostw Afryki, indywidualnie zajęła 6. miejsce w biegu na 200 metrów, a wraz z koleżankami ze sztafety 4 × 400 metrów zdobyła srebrny medal. Zwyciężyła w biegu na 400 metrów podczas kenijskich kwalifikacji na igrzyska olimpijskie do Pekinu, lecz nie uzyskała wymaganego minimum. Półfinalistka biegu na 400 metrów podczas światowego czempionatu w Berlinie (2009). W 2011 zajęła 5. miejsce na igrzyskach afrykańskich w Maputo. Rok później zajęła 6. miejsce w biegu na 400 metrów oraz w sztafecie 4 × 400 metrów na mistrzostwach Afryki w Porto-Novo. Półfinalistka igrzysk olimpijskich w Londynie z 2012. Wielokrotna medalistka mistrzostw Kenii.
Podczas mistrzostw świata w 2015 wykryto u niej niedozwolony doping, krajowa federacja zdyskwalifikowała ją na 4 lata.

## Osiągnięcia
| Rok  | Impreza              | Miejsce     | Konkurencja             | Lokata     | Wynik   |
| ---- | -------------------- | ----------- | ----------------------- | ---------- | ------- |
| 2007 | Igrzyska afrykańskie | Algier      | bieg na 100 metrów      | półfinał   | 11,92   |
| 2008 | Mistrzostwa Afryki   | Addis Abeba | bieg na 100 metrów      | półfinał   | 12,06   |
| 2008 | Mistrzostwa Afryki   | Addis Abeba | bieg na 200 metrów      | 6. miejsce | 23,78   |
| 2008 | Mistrzostwa Afryki   | Addis Abeba | sztafeta 4 × 400 metrów | 2. miejsce | 3:37,67 |
| 2009 | Mistrzostwa świata   | Berlin      | bieg na 400 metrów      | półfinał   | 52,69   |
| 2011 | Igrzyska afrykańskie | Maputo      | bieg na 400 metrów      | 5. miejsce | 52,18   |
| 2012 | Mistrzostwa Afryki   | Porto-Novo  | bieg na 400 metrów      | 6. miejsce | 52,28   |
| 2012 | Mistrzostwa Afryki   | Porto-Novo  | sztafeta 4 × 400 metrów | 6. miejsce | 3:35,06 |
| 2012 | Igrzyska olimpijskie | Londyn      | bieg na 400 metrów      | półfinał   | 52,95   |

## Rekordy życiowe
- Bieg na 200 metrów – 22,4h (2015) rekord Kenii
- Bieg na 400 metrów – 51,14 (2015) rekord Kenii / 50,71 (2015) – wynik prawdopodobnie zostanie anulowany z powodu dopingi zawodniczki